# Iberodactylus
Iberodactylus es un género extinto de pterosaurio pterodactiloideo, perteneciente al clado Anhangueria, el cual vivió durante el Cretácico Inferior en el área de la actual España. las especie tipo es Iberodactylus andreui.

## Historia del descubrimiento y denominación

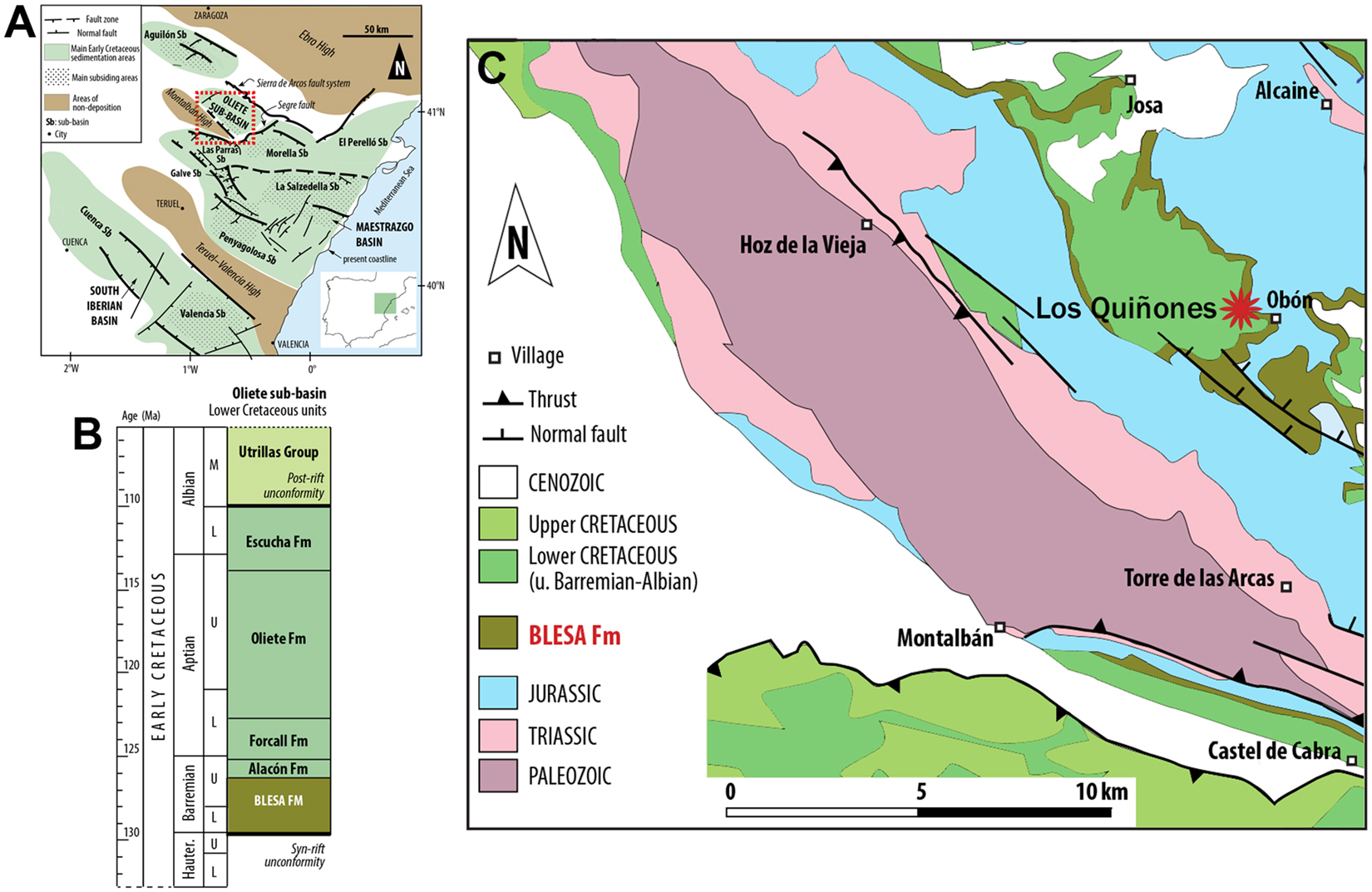
Mapa del yacimiento de Los Quiñones.

A finales de la década de 1980, el paleontólogo aficionado Javier Andreu descubrió restos del cráneo de un pterosaurio en el yacimiento Los Quiñones, situado a un kilómetro al oeste de Obón en Aragón. Por entonces este fue el descubrimiento más completo de material fósil de un pterosaurio en España hasta el hallazgo de Prejanopterus. En 2014, el hallazgo fue reportado en la literatura científica por José Antonio Ulloa-Rivas e identificado como un miembro de Ornithocheiroidea.
En 2019, la especie tipo Iberodactylus andreui fue nombrada y descrita por Borja Holgado, Rodrigo Vargas Pêgas, José Ignacio Canudo, Josep Fortuny, Taissa Rodrigues, Julio Company y Alexander Wilhelm Armin Kellner. El nombre del género combina la referencia a Iberia con el término griego δάκτυλος, daktylos, "dedo", esto debido a que es un sufijo común en los nombres de pterosaurios (como en Pterodactylus). El nombre de la especie honra a Andreu por su descubrimiento. Dado que el nombre fue publicado en una revista electrónica, su validez requiere códigos de Life Science Identifiers. Estos son 0174E98C-416B-4C49-AF63-2B42AF1E9EAB para el género y 37FAC334-082A-4185-970E-7E7E13D5670C para la especie.
El espécimen holotipo, MPZ-2014/1, fue hallado en una capa de creta de la Formación Blesa, la cual data de la época del Barremiense. Consiste en un hocico frontal parcial con cresta, el cual posee varios dientes rotos y alvéolos dentales vacíos. El fósil es parte de las colecciones del Museo de Ciencias Naturales de la Universidad de Zaragoza.

## Descripción

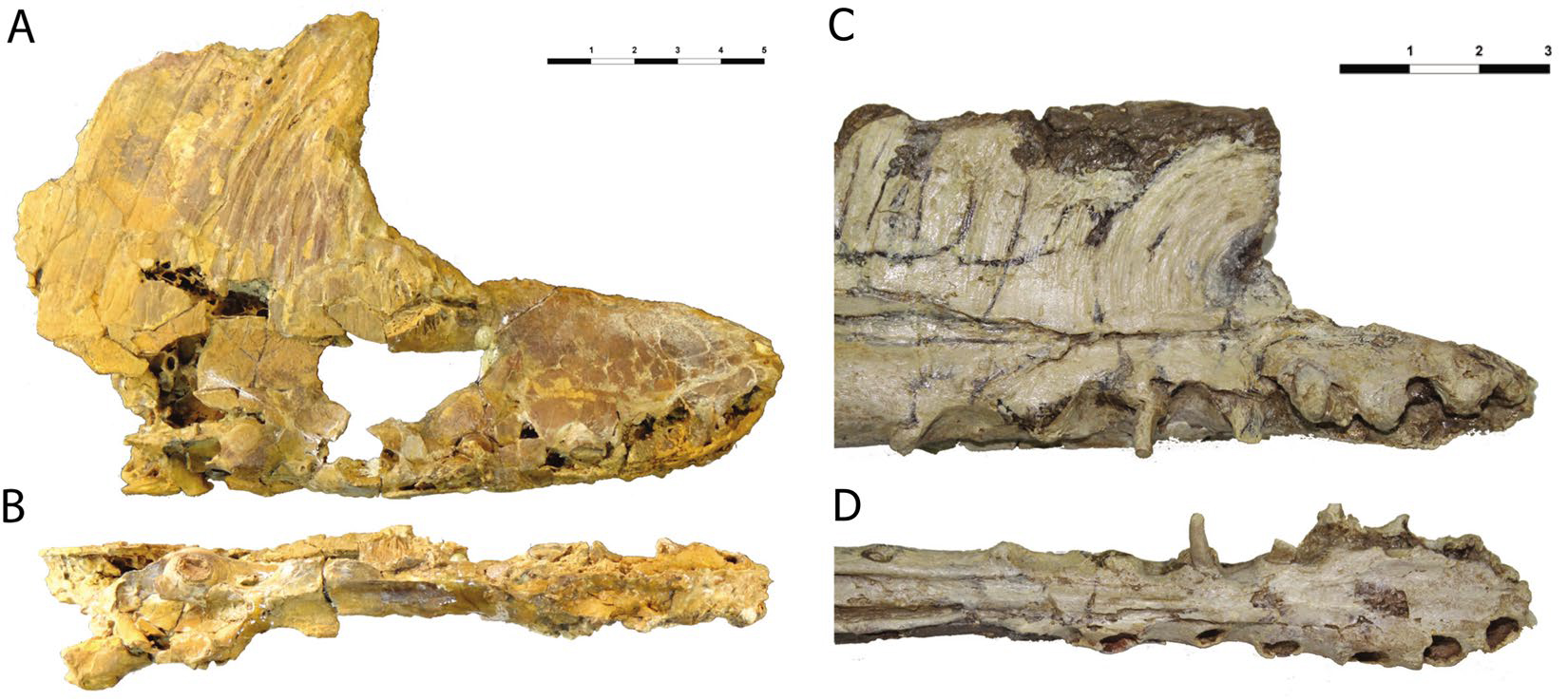
Hocicos de Iberodactylus y Hamipterus.

### Tamaño y rasgos distintivos
La envergadura de Iberodactylus fue estimada en 2019 al extrapolar las proporciones del género emparentado Hamipterus para el cual se conoce la proporción cráneo-alas. Estos cálculos indican que la envergadura sería de entre 375 a 404 centímetros, de lo cual se concluye que las alas extendidas serían de unos cuatro metros de ancho: esto convierte a Iberodactylus en el mayor pterosaurio encontrado en la península ibérica en 2019.
Los autores de la descripción indicaron dos rasgos distintivos. Estos son autapomorfias, o características únicas derivadas. La punta del premaxilar es relativamente alta. La cresta del premaxilar tiene un borde frontal situado en un ángulo de cerca de 80°.

### Cráneo
El fósil del fragmento craneano tiene una longitud de 198 milímetros y una altura de 128 milímetros. El hocico o rostro está algo expandido en el frente. El paladar tiene una quilla en el medio y se vuelve hacia adelante en la parte frontal.